# Лука Зідан
Лука Зінедін Зідан Фернандес (фр. Luca Zidane; нар. 13 травня 1998, Марсель, Франція) — французький футболіст, воротар іспанського «Ейбара».
Син Зінедіна Зідана.

## Клубна кар'єра
Лука — вихованець футбольної кантери мадридського «Реала», в структурі якого він з 2004 року. У 2008 році юний воротар виграв юнацьку Юнацьку лігу УЄФА. З того часу тренувався з овновною командою.
Влітку 2016 року разом з першою командою провів передсезонні збори в Канаді і США. А також був переведений в другу команду — «Реал Мадрид Кастілья», за яку дебютував в матчі першого туру Сегунди Б проти «Реала Сосьєдада Б» (3:2).
У сезоні 2016/17 крім «Кастильї» також виступав за команду «Реала» до 19 років в Юнацькій Лізі УЄФА.
19 травня 2018 року дебютував за основну команду «Реала» у матчі проти «Вільярреала» (2:2).

## Кар'єра у збірній
За юнацьку збірну Франції 1998 року народження Лука дебютував в 2014 році в товариському матчі проти Італії. У віковій категорії до шістнадцяти років він провів три матчі.
У складі юнацької збірної Франції до 17 років Лука дебютував 27 жовтня 2014 року в матчі з кіпрськими однолітками. Воротар взяв участь в юнацькому чемпіонаті Європи 2015 року. Він був основним голкіпером французів і взяв участь у всіх п'яти зустрічах. Лука став головним героєм півфінального матчу з бельгійцями, відбивши три удари в серії пенальті. Лука також пробивав один з пенальті, однак, виконавши удар у стилі Паненки, вцілив у перекладину. За підсумками турніру французька збірна стала чемпіоном Європи у віковій категорії до 17 років, здолавши у фіналі німців.

## Титули і досягнення
- Чемпіон Європи (U-17): 2015